# Cristian Rivera
Cristian Rivera Hernández (Gijón, 9 juli 1997) is een Spaans voetballer die bij voorkeur als defensieve middenvelder speelt. Hij tekende in 2017 bij SD Eibar.

## Clubcarrière
Rivera werd geboren in Gijón en sloot zich aan in de jeugdacademie van Sporting Gijón. In 2014 trok hij naar Real Oviedo. Op 4 oktober 2015 debuteerde hij in de Segunda División tegen RCD Mallorca. Twee weken later maakte hij zijn eerste competitiedoelpunt tegen AD Alcorcón. In 2016 trok de middenvelder naar SD Eibar. Op 19 augustus 2016 debuteerde Rivera in de Primera División tegen Deportivo La Coruña.

## Interlandcarrière
Rivera kwam reeds uit voor verschillende Spaanse nationale jeugdteams. In 2014 debuteerde hij in Spanje –19.